# 渡邉康太郎
渡邉 康太郎（わたなべ こうたろう、1985年〈昭和60年〉3月11日 - ）は、日本のコンテクストデザイナー。「Takram」ディレクター。東京都生まれ。
慶應義塾大学湘南藤沢キャンパスにて特別招聘教授を、J-WAVEのラジオ番組『TAKRAM RADIO』にてナビゲータを務める。
その他、Takram London Studio (Takram Ltd.) のディレクター、香港デザインセンターIDK客員講師、代官山ロータリークラブ会長。

## 来歴
東京、アテネ、香港などで育つ。慶應義塾湘南藤沢高等部から慶應義塾大学環境情報学部に進学。学生時代の起業やベルギー・ブリュッセルへの国費留学を経て、慶應義塾大学環境情報学部卒業後の2007年より創業期のTakramに参加。最新デジタル機器のUI設計から企業のブランディングまで幅広く手がける。
「ものづくりとものがたりの両立」をテーマに、技術・芸術・文化を編み上げることを目指している。生活の中に息づく「ものがたり」を発見し伝える手段として、サービス企画立案、企業ブランディング、UI・UXデザイン、アート作品制作などの「ものづくり」に取り組む。独自のワークショップ形態や発想手法を組み合わせ、国内外の企業や大学向けの研修・講義や執筆活動も行う。趣味は茶道で、茶名は仙康宗達。

## エピソード
- 学生時代は文化人類学者 竹村真一の社会実験プロジェクトに参加（「100万人のキャンドルナイト」など）
- 大学では日々図書室に通い「分類不可能な本」に惹かれ読書に勤しんだ[6]
- 2006年、経済産業省・日欧産業協力センターによるヴルカヌス・イン・ヨーロッパ研修生として欧州滞在。フランス・イギリスでの語学研修ののち、ベルギーにて企業研修に参加
- 2007年、創業期のTakram [2]に参加
- 2009年、スウェーデン・ストックホルムの国際交流支援組織「IASPIS」アーティスト・イン・レジデントプログラムに参加
- Takramメンバーの中でも英語の講義・講演が多い
- 「Message Soap, in time」茶箱「雪の金閣」「Inscriptus」「furumai」など、Takramメンバーの中でも詩情あるデザイン活動を行なう

## 代表作
- 2007年
  - 21_21 DESIGN SIGHT「water」展「furumai」[注釈 1]
  - オカムラ・伊東豊雄との共同プロジェクト「furin（風鈴）」[7]
- 2009年 - 東芝・ミラノサローネでのインスタレーション「OVERTURE」[注釈 2]
- 2010年 - クーパー・ヒューイット国立デザイン博物館「furumai」
- 2012年 - ドクメンタ (13)/dOCUMENTA (13)「Shenu: Hydrolemic System」[8]
- 2013年 - 虎屋と製作した未来の和菓子「ひとひ」[9]
- 2014年
  - NHKEテレ科学情報番組「ミミクリーズ」
  - アンダーズ東京プロモーション映像[注釈 3]
- 2015年 - 一冊だけの本屋 森岡書店[注釈 4][10]
- 2016年 - Lalitpurギフト用ソープ「Message Soap,in time」[11]
- 2017年 - ISSEY MIYAKEと製作した花と手紙のギフト「FLORIOGRAPHY」
- 2018年 - 同「FLORIOGRAPHY」（いろいろの）

## 主な受賞
- 2009年 - （独）レッド・ドット・デザイン賞
- 2013年 - （英）Icon（英語版）誌「Future 50 Shaping the Future」[12]
- 2016年
  - （独）レッド・ドット・デザイン賞[13]
  - （独）iFデザイン賞[14]
  - （英）D&AD（英語版）[15]
  - （日本）グッドデザイン・ベスト100[16]

## 主な著作

### 単著
- 『コンテクストデザイン』（Takram、2020年）

### 共著
- 『ストーリー・ウィーヴィング』（ダイヤモンド社、2011年、ISBN 978-4-4780-1632-9）
- 『デザイン・イノベーションの振り子』（LIXIL出版、2014年、ISBN 978-4-8648-0012-9）

### 監修・解説など
- Marc Stickdorn（著）・Jakob Schneider（著）『This is Service Design Thinking』（ジョン・ワイリー・アンド・サンズ（Wiley）社、2012年、ISBN 978-4-8610-0852-8）
- レナード・コーレン（著）・内藤ゆき子（翻訳）『Wabi-Sabi わびさびを読み解く』（ビー・エヌ・エヌ新社、2014年、ISBN 4-8610-0913-8）

## 主なインタビュー
- CAREER HACK interview[17]
- 土屋鞄製作所[18]
- 現代建築家コンセプト・シリーズ No.18[19]
- EDIFICE Element[20]
- London Design Festival[21]
- 8eightframe[22]
- ONS MANUAL[23]

## 主な講演
- 三越伊勢丹 もてなしの教室 第三回目の話し手[注釈 5]
- BODW 2012 Product & Design（全編英語）[注釈 6]
- Google主催イベントSPAN Tokyo 2016[注釈 7]